# Ladenbergia acutifolia
Ladenbergia acutifolia är en måreväxtart som först beskrevs av Hipólito Ruiz López och Pav., och fick sitt nu gällande namn av Johann Friedrich Klotzsch. Ladenbergia acutifolia ingår i släktet Ladenbergia och familjen måreväxter. IUCN kategoriserar arten globalt som sårbar. Inga underarter finns listade i Catalogue of Life.